# Angry Birds: la película
Angry Birds: La película (The Angry Birds Movie en inglés) es una película finlandés-estadounidense en 3D de animación por computadora. La película está basada en la famosa serie de videojuegos Angry Birds y es la primera entrega de comedia de acción dirigida por Clay Kaytis y Fergal Reilly, producida por John Cohen y Catherine Winder y escrita por Jon Vitti. El elenco principal incluye a Jason Sudeikis, Josh Gad, Danny McBride, Bill Hader, Maya Rudolph, y Peter Dinklage.

## Argumento
La Isla Pájaro es una isla habitada por aves que no vuelan, uno de ellos llamado Red, un cardenal rojo que es sentenciado por el juez Peckinpah a asistir a sesiones de control de ira, tras perder su temperamento con su último cliente mientras trabajaba de payaso. Al llegar a la clase, observa una marioneta (parecida a un espantapájaros), causando que Red se enoje debido a la risa que produce la marioneta, pero se tranquiliza. Red la derriba un poco; pero esta lo golpea, causando que Red se enoje y se tranquilice de nuevo. Por desgracia, Red se enoja por tercera vez y hace que termine rompiéndola en pedazos. En la clase de control de la ira es dirigido por Matilda, una gallina amable que solía ser en realidad, una ave enojada y conoce a sus compañeros de terapia, conformados por Chuck, un canario de color amarillo bastante veloz que fue multado por exceso de velocidad y por molestar al policía que lo multo, luego le presentan a otro pájaro llamado Bomb, un cuervo de color negro que tiene ciertos problemas para controlar su poder de explosión cada vez que se enoja o se asusta y finalmente le presentan a Terence, un cardenal de color rojo gigante y robusto que siempre tiene una cara de estar enojado todo el tiempo, el cual Maltida se limitó a no revelar su expediente al grupo, pero se muestran las sirenas de policía que fue en un incendio que tal vez provocó. La clase no ayuda a Red a controlar su ira y conforme pasan las clases este se aburre. 
Al día siguiente, Stella, una cacatúa Galah, avisa a las aves que llega un barco (aparentemente con dos tripulantes a bordo) a la costa, que destruye la casa de Red accidentalmente. Una vez atraca, bajan dos cerdos de color verde, de los cuales uno se presenta como Leonard y alega ser un "explorador", con la idea de estrechar lazos de amistad, siendo aceptados por la comunidad de pájaros, excepto Red, el cual sospecha de ambos visitantes y de su repentina aparición en la isla. En la noche, después de que los cerdos les muestren a los pájaros la Resortera Gigante, usan a Red como voluntario para lanzarlo lejos del lugar y cae en la playa donde está el barco de los cerdos. Sus compañeros de terapia: Chuck y Bomb lo acompañan a investigar en el interior del barco y descubren que hay más cerdos en el interior. Red interrumpe la presentación de los cerdos y lleva al resto de los cerdos escondidos dentro del barco para que los pájaros vean que Leonard había mentido sobre lo que había mencionado antes, pero Leonard le dice a los pájaros que son sus "primos" cerdos, quienes los querían impresionar con su "Show de Vaqueros". Red aún más enojado e inadaptado, se va de regreso a su casa destruida.
Al día siguiente, otro barco de cerdos también llega a la isla y se integran al resto de los cerdos que estaban inicialmente, no obstante, al terminar la clase de ira de Matilda, Stella, al mostrarles los huevos de los pájaros a Leonard y los cerdos, Leonard se ilusiona con el huevo; pero es interrumpido por Red, quien dice que no es buena idea. Peckinpah le advierte a Red que se mantenga alejado de los cerdos y que la ira no es siempre la respuesta. No obstante, un receloso Red trata de averiguar sus intenciones y pide ayuda a Chuck y Bomb para que lo ayuden a encontrar al Águila Poderosa, una gigantesca águila calva, la cual vive en lo alto de la montaña y de la que dicen que es "el protector" y la única capaz de volar. Después de un largo viaje, los tres descubren que Águila Poderosa es realmente un vago teniendo un estilo de vida sedentario y se niega a ayudarlos (debido a que estaba fingiendo que perdiera su fe en ellos y se ayudaran así mismos). Indignado por su indiferencia, Red remeda su comportamiento y mientras observa por el telescopio de este, descubre que los cerdos están colocando explosivos en las casas de los demás pájaros mientras estos asisten a una fiesta, preparada como trampa para robarles los huevos y escapar. Mientras Chuck trata de dar el aviso del robo de los huevos, Red y Bomb intentan rescatar los huevos del barco, pero los esfuerzos son vanos y los cerdos bombardean toda la aldea. Tras enterarse de lo sucedido, Peckinpah y todos los pájaros se disculpan con Red, quien los anima a que es hora de enojarse e ir a la Isla Cerdito a recuperar todos los huevos robados.
Tras construir una balsa y zarpar a Isla Cerdito, en donde se disponen a asaltar una ciudad amurallada con un castillo donde creen que puede estar sus huevos, pronto descubren también que Leonard en realidad es el rey. Con el impulso de la Resortera Gigante, Red, Chuck y Bomb lanzan varios pájaros para atacar a los cerdos (Matilda, Bubbles, un mimo, Cyrus, Peckinpah, Stella, Hal, entre otros), cada uno tenía una habilidad especial y esto deja a los pájaros muy sorprendidos; pero la meta de Red era llegar al castillo, pero ellos no lo consiguen. El rey Leonard, enterado del ataque, alerta a los cerdos capturar a las aves que destruyan su vecindario, cambiando los planes: que en vez de comer los huevos cada noche (tal como lo había dicho anteriormente tras obtenerlos), se comerían los huevos en el almuerzo. Red, teniendo un plan, decide lanzarse también y logra entrar al castillo y les avisa que envíen a los demás pájaros para atacar. Mientras Red está dentro del castillo, Terence lanza a Chuck a través de la ventana del castillo estrellándose en las habitaciones de los cerdos y luego lanza a Bomb hacia el muro del balcón del castillo, traspasando el muro, y ambos consiguen entrar dentro del castillo, donde los cerdos se disponen a cocinar y comerse los huevos. El rey Leonard, enojado por los escombros que le cayeron encima cuando Bomb logró traspasar el muro, ordena desplegar la Fuerza Aérea Porcina para acabar con todos los pájaros.
Mientras tanto, en las afueras de la ciudad de la Isla Cerdito, todos los pájaros, sin tener a nadie para lanzarse en la Resortera Gigante, Terence decide lanzarse en ella; pero la destruye, debido a que no tiene el peso adecuado. Ante tal situación, al enterarse de la bóveda donde ocultaron los huevos, poniendo un letrero en grafiti que dice: "No hay huevos aquí"; en ese momento, mientras Red trata de tener un plan de entrar, Chuck usa su supervelocidad (siendo esta un guiño a la escena de Quicksilver, en X-Men: días del futuro pasado y del superhéroe Flash de su serie de televisión homónima de 2014) para distraerlos. Al lograr entrar a la bóveda, ya es tarde y Red se sostiene de la red llevándolo con los huevos en una tirolina eléctrica que lo lleva hacia el comedor del castillo. El rey Leonard, al ver que Red rehúsa soltarse de la red (sin tener remedio), decide cocinarlo junto con los huevos; pero se suelta de la red, derribando al Cerdo Constructor que tenía en sus manos el control remoto y lo agarra, para impedir que los huevos fueran cocinados con la ayuda del Chef Cerdo quien los preparaba. Mientras que Bomb y Chuck tratan de entrar al comedor del rey Leonard, entra en acción Águila Poderosa, la cual saca todos los huevos, después de pensar en lo que le había dicho Red antes y decidió cambiar de parecer, sin embargo, un huevo de color azul se resbala de la red en pleno escape y Red regresa al castillo para recuperarlo y logra quitárselo de las manos del rey Leonard y finalmente empuja la olla gigante en el castillo haciendo que el líquido caliente se disperse en el interior. Mientras tanto afuera del castillo, Bomb va a la zona de lanzamiento de la Fuerza Aérea Porcina que atacan al Águila Poderosa y explota justo antes de que más aviones salgan pidiendo refuerzos y Terence se lleva a los pájaros que están en la aldea de cerdos con un auto que le robó a los cerdos y salen de la aldea. 
Red y el rey Leonard caen en un agujero y entran a la zona más profunda del castillo donde se encuentran miles de kilos de explosivos. El rey Leonard consigue quitarle el huevo azul a Red y usa una vela para cocinarlo. Al ver que la olla gigante está a punto de caerse, Red decide distraer al rey Leonard y consigue quitarle de vuelta el huevo azul, justo cuando cae la olla gigante cae sobre Red y ésta lo protege de la explosión. La vela que cargaba el rey Leonard se le cae sobre una dinamita y causa una enorme explosión en todo el lugar, mientras que el Águila Poderosa consigue llevar los huevos de vuelta con los pájaros. Sin embargo, después de la explosión, empiezan a buscar a Red entre los escombros, pero Chuck dice creyendo que está muerto porque no consiguió salir del castillo por ir a rescatar el huevo azul. Los pájaros empiezan a llorar por la pérdida de Red, pero afortunadamente logra salir vivo de la explosión junto con el huevo azul, el cual se había roto naciendo 3 polluelos azules, quienes reconocen a sus padres y es aclamado como un héroe. 
De vuelta en la isla, los pájaros empiezan a reconstruir los daños de la aldea y le dan al Águila Poderosa todo el crédito por el rescate de huevos. Luego Red descubre que los pájaros han reconstruido su casa en la aldea como agradecimiento por haber recuperado los huevos y también recibe una canción de parte de los polluelos de la aldea y de Terence. Red agradecido y feliz de ser ahora parte de la aldea, invita a Chuck y Bomb a entrar a su casa. 
Durante los créditos, varios pájaros bailan entre ellos los polluelos y Terence. Mientras que en la destruida Isla Cerdito, los cerdos sobreviven en la explosión y empiezan a bailar y mientras para el rey Leonard; piensa un nuevo plan de venganza para quitarle una vez más los huevos a los pájaros, pero a la vez baila. De vuelta a la Isla Pájaro, el Águila Poderosa baila en su cueva y mientras tanto en la aldea, mientras Chuck y Bomb bailan, Red descubre que sus cejas hacen movimientos increíbles al bailar.
En una escena a mitad de créditos, los polluelos del huevo azul usan la Resortera Gigante en sí mismos y se lanzan sobre el océano triplicándose, descubriéndose a sí mismos como los Blues (Jay, Jake y Jim).

## Doblaje
| Personaje       | Actor de voz original Estados Unidos | Actor de doblaje México | Actor de doblaje España  |
| --------------- | ------------------------------------ | ----------------------- | ------------------------ |
| Red             | Jason Sudeikis                       | Adrián Uribe            | Santiago Segura          |
| Chuck           | Josh Gad                             | Faisy                   | José Mota                |
| Bomb            | Danny McBride                        | Rubén Cerda             | Carlos Kaniowsky         |
| Matilda         | Maya Rudolph                         | Luz María Zetina        | Cristina Castaño         |
| Stella          | Kate McKinnon                        | Cristina Hernández      | Belén Rodríguez          |
| Rey Leonard     | Bill Hader                           | Dafnis Fernández        | Álex de la Iglesia       |
| Águila Poderosa | Peter Dinklage                       | Bazooka Joe             | Luis Bajo                |
| Juez Peckinpah  | Keegan-Michael Key                   | Gerardo Reyero          | Roberto Encinas          |
| Willow          | Charli XCX                           | Analiz Sánchez          | Edurne                   |
| Bobby           | Max Charles                          | N/A                     | N/A                      |
| Terence         | Sean Penn                            | Juan Carlos Tinoco      | N/A                      |
| Ross            | Tony Hale                            | Moisés Iván Mora        | Ricardo Escobar          |
| Mimo            | Tony Hale                            | Luis Alfonso Mendoza    | N/A                      |
| Hal             | Anthony Padilla                      | Alan Bravo              | Txema Moscoso            |
| Bubbles         | Ian Hecox                            | Miguel Ángel Ruiz       | Eduardo Bosch            |
| Earl            | Blake Shelton                        | Carlo Vázquez           | ¿Fernando (Nano) Castro? |
| Jay             | Noah Schnapp                         | Pamela Mendoza          | N/A                      |
| Jake            | Owen Wilder Vaccaro                  | Marysol Cantú           | N/A                      |
| Jim             | Pierce Gagnon                        | Carla Castañeda         | N/A                      |
| Early           | Romeo Santos                         | Carlos Hernández        | N/A                      |
| Cyrus           | Tony Hale                            | Emmanuel Bernal         | N/A                      |
| Chef Cerdo      | Billy Eichner                        | Raymundo Armijo         | N/A                      |
| Bigotes         | Fergal Reilly                        | José Luis Miranda       |                          |
| Edward          | Tituss Burgess                       | Erick Salinas           | Juan Amador Pulido       |
| Eva             | Kate McKinnon                        | Gabriela Guzmán         | Catherina Hernández      |
| Helene          | Jillian Bell                         | Analiz Sánchez          | Yolanda Quesada          |
| Shirley         | Cristela Alonzo                      | Ángela Villanueva       | Pilar Gentil             |
| Monica          | Danielle Brooks                      | Betzabe Jara            | María Jesús Varona       |

## Producción
El desarrollador de videojuegos finlandés Rovio Entertainment dijo en un comunicado de prensa que ha escogido a Sony Pictures Imageworks Vancouver como la casa de animación primaria para la producción de esta película.  Rovio también contrató a David Maisel, exproductor ejecutivo de películas de Marvel Studios como Iron Man y Thor, para dirigir la producción de sus largometrajes. El 29 de septiembre de 2014, los estudios ponen en marcha un sitio web oficial de la película UnlocktheFlock.com. El 1 de octubre la primera imagen de la película fue revelada junto con el elenco, que incluye a Jason Sudeikis como Red Bird, la cabeza de la bandada, Josh Gad como el veloz Chuck, Danny McBride como la bomba volátil, Bill Hader como un cerdo, Maya Rudolph como Matilda y Peter Dinklage como el poderoso Águila. Mientras que el elenco secundario incluye a Keegan-Michael Key, Kate McKinnon, Tony Hale, Ike Barinholtz, Aníbal Buress, Cristela Alonzo, Jillian Campana, Danielle Brooks, el dúo Romeo Santos y Smosh, Anthony Padilla e Ian Hecox.
El presupuesto de la película se estima en $80 millones (€75 millones). Además, Rovio y Sony Entertainment gastarán unos €100 millones para la comercialización y distribución de la película. La cifra exacta no fue revelada, pero Rovio invertirá en la película más de €100 millones, lo que haría que sea la película con el presupuesto más grande de la industria del cine en Finlandia, donde su película más cara fue Big Game, una película de aventura estrenada en 2014, hecha por € 8,5 millones.

## Banda sonora
The Angry Birds Movie: Original Motion Picture Soundtrack es el CD de Soundtrack de Angry Birds: La película. El álbum fue lanzado el 6 de mayo de 2016.
Contiene 14 canciones de artistas destacados, 4 de ellas creadas especialmente para la película (Friends, I Will Survive, Wonderful Life (Mi Oh My) y Explode), otras 7 canciones ya creadas y 3 canciones propias de la película (The Mighty Eagle Song, The Mighty Red Song y Angry Birds Movie Score Medley). Dura 48 minutos.

#### Tracklist
| N.º | Título                           | Artista         | Duración |  |
| 1.  | «Friends»                        | Blake Shelton   | 3:04     |  |
| 2.  | «I Will Survive»                 | Demi Lovato     | 4:05     |  |
| 3.  | «Wonderful Life (Mi Oh My)»      | Matoma          | 3:00     |  |
| 4.  | «On Top of the World»            | Imagine Dragons | 3:12     |  |
| 5.  | «Explode»                        | Charli XCX      | 3:45     |  |
| 6.  | «Never Gonna Give You Up»        | Rick Astley     | 3:34     |  |
| 7.  | «Rock You Like a Hurricane»      | Scorpions       | 4:16     |  |
| 8.  | «Fight»                          | Steve Aoki      | 3:52     |  |
| 9.  | «Wild Thing»                     | Tone Loc        | 4:25     |  |
| 10. | «Sound of da Police»             | KRS-One         | 4:18     |  |
| 11. | «Behind Blue Eyes»               | Green Day       | 4:31     |  |
| 12. | «The Mighty Eagle Song»          | Peter Dinklage  | 2:06     |  |
| 13. | «The Mighty Red Song»            | The Hatchlings  | 0:47     |  |
| 14. | «Angry Birds Movie Score Medley» | Heitor Pereira  | 3:18     |  |

## Estreno
El 15 de mayo de 2013, Sony Pictures Entertainment anunció que había llegado a un acuerdo con Rovio Entertainment para distribuir su película de animación-CG de su famosa franquicia de videojuegos Angry Birds. La película tenía previsto su estreno el 1 de julio de 2016, pero en diciembre de 2014 se trasladó al 20 de mayo de 2016.
|  | País                 | Estreno                       |
|  | -------------------- | ----------------------------- |
|  | Bélgica              | Miércoles, 11 de mayo de 2016 |
|  | Egipto               | Miércoles, 11 de mayo de 2016 |
|  | Francia              | Miércoles, 11 de mayo de 2016 |
|  | Jamaica              | Miércoles, 11 de mayo de 2016 |
|  | Filipinas            | Miércoles, 11 de mayo de 2016 |
|  | Trinidad y Tobago    | Miércoles, 11 de mayo de 2016 |
|  | Venezuela            | Miércoles, 11 de mayo de 2016 |
|  | EAU                  | Jueves, 12 de mayo de 2016    |
|  | Argentina            | Jueves, 12 de mayo de 2016    |
|  | Australia            | Jueves, 12 de mayo de 2016    |
|  | Azerbaiyán           | Jueves, 12 de mayo de 2016    |
|  | Bosnia y Herzegovina | Jueves, 12 de mayo de 2016    |
|  | Baréin               | Jueves, 12 de mayo de 2016    |
|  | Bolivia              | Jueves, 12 de mayo de 2016    |
|  | Brasil               | Jueves, 12 de mayo de 2016    |
|  | Bielorrusia          | Jueves, 12 de mayo de 2016    |
|  | Chile                | Jueves, 12 de mayo de 2016    |
|  | Chipre               | Jueves, 12 de mayo de 2016    |
|  | República Checa      | Jueves, 12 de mayo de 2016    |
|  | Alemania             | Jueves, 12 de mayo de 2016    |
|  | Dinamarca            | Jueves, 12 de mayo de 2016    |
|  | República Dominicana | Jueves, 12 de mayo de 2016    |
|  | Grecia               | Jueves, 12 de mayo de 2016    |
|  | Croacia              | Jueves, 12 de mayo de 2016    |
|  | Hungría              | Jueves, 12 de mayo de 2016    |
|  | Israel               | Jueves, 12 de mayo de 2016    |
|  | Irak                 | Jueves, 12 de mayo de 2016    |
|  | Jordania             | Jueves, 12 de mayo de 2016    |
|  | Camboya              | Jueves, 12 de mayo de 2016    |
|  | Kuwait               | Jueves, 12 de mayo de 2016    |
|  | Kazajistán           | Jueves, 12 de mayo de 2016    |
|  | Líbano               | Jueves, 12 de mayo de 2016    |
|  | Macedonia del Norte  | Jueves, 12 de mayo de 2016    |
|  | Nueva Zelanda        | Jueves, 12 de mayo de 2016    |
|  | Omán                 | Jueves, 12 de mayo de 2016    |
|  | Perú                 | Jueves, 12 de mayo de 2016    |
|  | Catar                | Jueves, 12 de mayo de 2016    |
|  | Serbia               | Jueves, 12 de mayo de 2016    |
|  | Rusia                | Jueves, 12 de mayo de 2016    |
|  | Eslovenia            | Jueves, 12 de mayo de 2016    |
|  | Siria                | Jueves, 12 de mayo de 2016    |
|  | Tailandia            | Jueves, 12 de mayo de 2016    |
|  | Ucrania              | Jueves, 12 de mayo de 2016    |
|  | Uruguay              | Jueves, 12 de mayo de 2016    |
|  | Bulgaria             | Viernes, 13 de mayo de 2016   |
|  | Estonia              | Viernes, 13 de mayo de 2016   |
|  | España               | Viernes, 13 de mayo de 2016   |
|  | Etiopía              | Viernes, 13 de mayo de 2016   |
|  | Finlandia            | Viernes, 13 de mayo de 2016   |
|  | Reino Unido          | Viernes, 13 de mayo de 2016   |
|  | Ghana                | Viernes, 13 de mayo de 2016   |
|  | Indonesia            | Viernes, 13 de mayo de 2016   |
|  | Irlanda              | Viernes, 13 de mayo de 2016   |
|  | Lituania             | Viernes, 13 de mayo de 2016   |
|  | Letonia              | Viernes, 13 de mayo de 2016   |
|  | México               | Viernes, 13 de mayo de 2016   |
|  | Nigeria              | Viernes, 13 de mayo de 2016   |
|  | Noruega              | Viernes, 13 de mayo de 2016   |
|  | Pakistán             | Viernes, 13 de mayo de 2016   |
|  | Rumania              | Viernes, 13 de mayo de 2016   |
|  | Suecia               | Viernes, 13 de mayo de 2016   |
|  | Turquía              | Viernes, 13 de mayo de 2016   |
|  | Vietnam              | Viernes, 13 de mayo de 2016   |
|  | Sudáfrica            | Viernes, 13 de mayo de 2016   |
|  | Países Bajos         | Miércoles, 18 de mayo de 2016 |
|  | Colombia             | Jueves, 19 de mayo de 2016    |
|  | Corea del Sur        | Jueves, 19 de mayo de 2016    |
|  | Canadá               | Viernes, 20 de mayo de 2016   |
|  | China                | Viernes, 20 de mayo de 2016   |
|  | Estados Unidos       | Viernes, 20 de mayo de 2016   |
|  | Singapur             | Jueves, 26 de mayo de 2016    |
|  | Polonia              | Viernes, 27 de mayo de 2016   |
|  | Portugal             | Miércoles, 1 de junio de 2016 |
|  | Hong Kong            | Jueves, 2 de junio de 2016    |
|  | República de China   | Miércoles, 8 de junio de 2016 |
|  | Italia               | Jueves, 16 de junio de 2016   |
|  | Malasia              | Jueves, 30 de junio de 2016   |
|  | Japón                | Sábado, 1 de octubre de 2016  |

## Recepción
Angry Birds ha recibido críticas entre mixtas a positivas de parte de la crítica y de la audiencia. En el portal de internet Rotten Tomatoes, la película posee una aprobación de 43% basada en 159 reseñas.
La página Metacritic le ha dado a la película una puntuación de 43 de 100, basada en 26 críticas, indicando «reseñas mixtas pero a la vez favorables».
En el sitio IMDb los usuarios le han dado una puntuación de 6.6/10, con base en más de 700 votos. En CinemaScore, la audiencia le dio a la película el grado «B+» en una escala que va desde la A+ hasta la F.